# Sandäggsvamp
Sandäggsvamp (Bovista pusilla) är en svampart som först beskrevs av August Johann Georg Karl Batsch, och fick sitt nu gällande namn av Christiaan Hendrik Persoon 1801. Bovista pusilla ingår i släktet äggsvampar och familjen Agaricaceae.   Inga underarter finns listade i Catalogue of Life.
I den svenska databasen Dyntaxa används istället namnet Bovista furfuracea för samma taxon.  Arten är reproducerande i Sverige.